# Schaatsspetters
Schaatsspetters was een combi-schaatsploeg van twee subploegen onder leiding van Barry de Jong, gevormd in 2011. De thuisbasis was West-Friesland.
De ploeg zal zich voornamelijk richten op het marathonschaatsen. Hoofddoel is het binnenhalen van de KPN Marathon Cup. Op 27 november 2011 won Huisman het nieuwe onderdeel Mass Start tijdens de wereldbekerwedstrijden in Astana. Op 8 februari 2012 won Spigt het NK marathon op natuurijs op de Grote Rietplas.
Op 22 februari 2015 maakte Gert Sikkema bekend zijn bedrijven terug te trekken waarmee de ploeg uit elkaar valt.

## Schaatsploeg 2014-2015
De combi-ploeg Schaatsspetters bestond in uit negen rijders:
| Team Haardhout.com | Team Haardhout.com | Team Steigerplank      | Team Steigerplank |
| Naam               | Specialisatie      | Naam                   | Specialisatie     |
| ------------------ | ------------------ | ---------------------- | ----------------- |
| Mariska Huisman    | marathon-kopvrouw  | Irene Schouten         | marathon-kopvrouw |
| Lisa van der Geest |                    | Yvonne Spigt           |                   |
| Lisanne Soemanta   |                    | Lisanne Buurman        |                   |
| Cindy Vergeer      |                    | Jane Ravestein         |                   |
|                    |                    | Francesca Lollobrigida |                   |